# Магоар
Магоа́р (фр. Magoar, брет. Magor) — коммуна во Франции, находится в регионе Бретань. Департамент — Кот-д’Армор. Входит в состав кантона Каллак. Округ коммуны — Генган.
Код INSEE коммуны — 22139.

## География
Коммуна расположена приблизительно в 410 км к западу от Парижа, в 120 км западнее Ренна, в 34 км к юго-западу от Сен-Бриё.
По территории коммуны протекает небольшая река Гергинью (фр. Guerguiniou).

## Население
Население коммуны на 2016 год составляло 85 человек.
| 1962 | 1968 | 1975 | 1982 | 1990 | 1999 | 2008 | 2016 |
| ---- | ---- | ---- | ---- | ---- | ---- | ---- | ---- |
| 256  | 220  | 172  | 155  | 114  | 96   | 90   | 85   |

## Экономика
В 2007 году среди 51 человека в трудоспособном возрасте (15—64 лет) 36 были экономически активными, 15 — неактивными (показатель активности — 70,6 %, в 1999 году было 71,0 %). Из 36 активных работали 32 человека (16 мужчин и 16 женщин), безработных было 4 (3 мужчин и 1 женщина). Среди 15 неактивных 2 человека были учениками или студентами, 7 — пенсионерами, 6 были неактивными по другим причинам.

## Достопримечательности
- Церковь Сен-Жильда[фр.] (XVI век). Исторический памятник с 1929 года[3]

## Фотогалерея

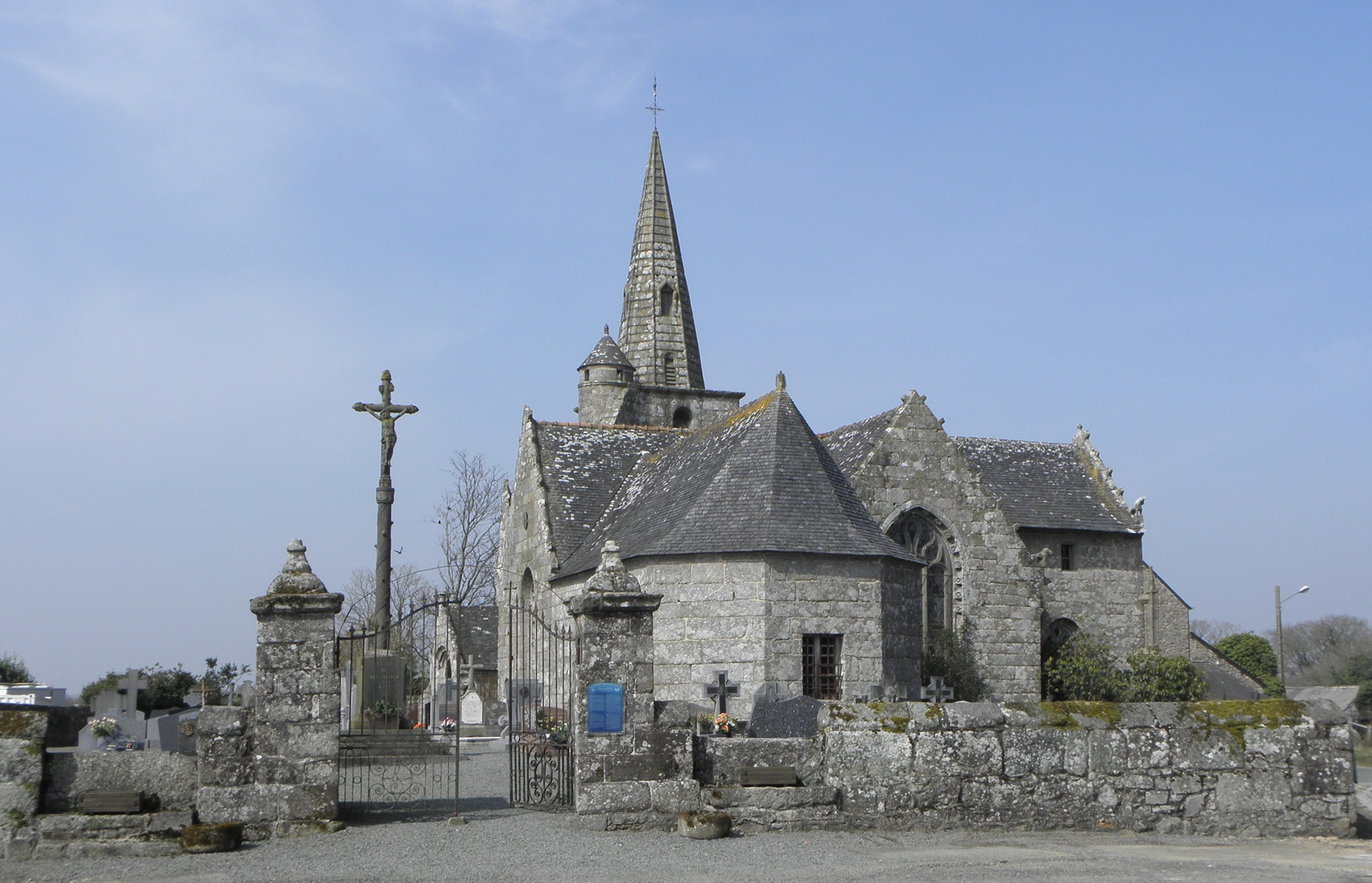
Церковь Сен-Жильда
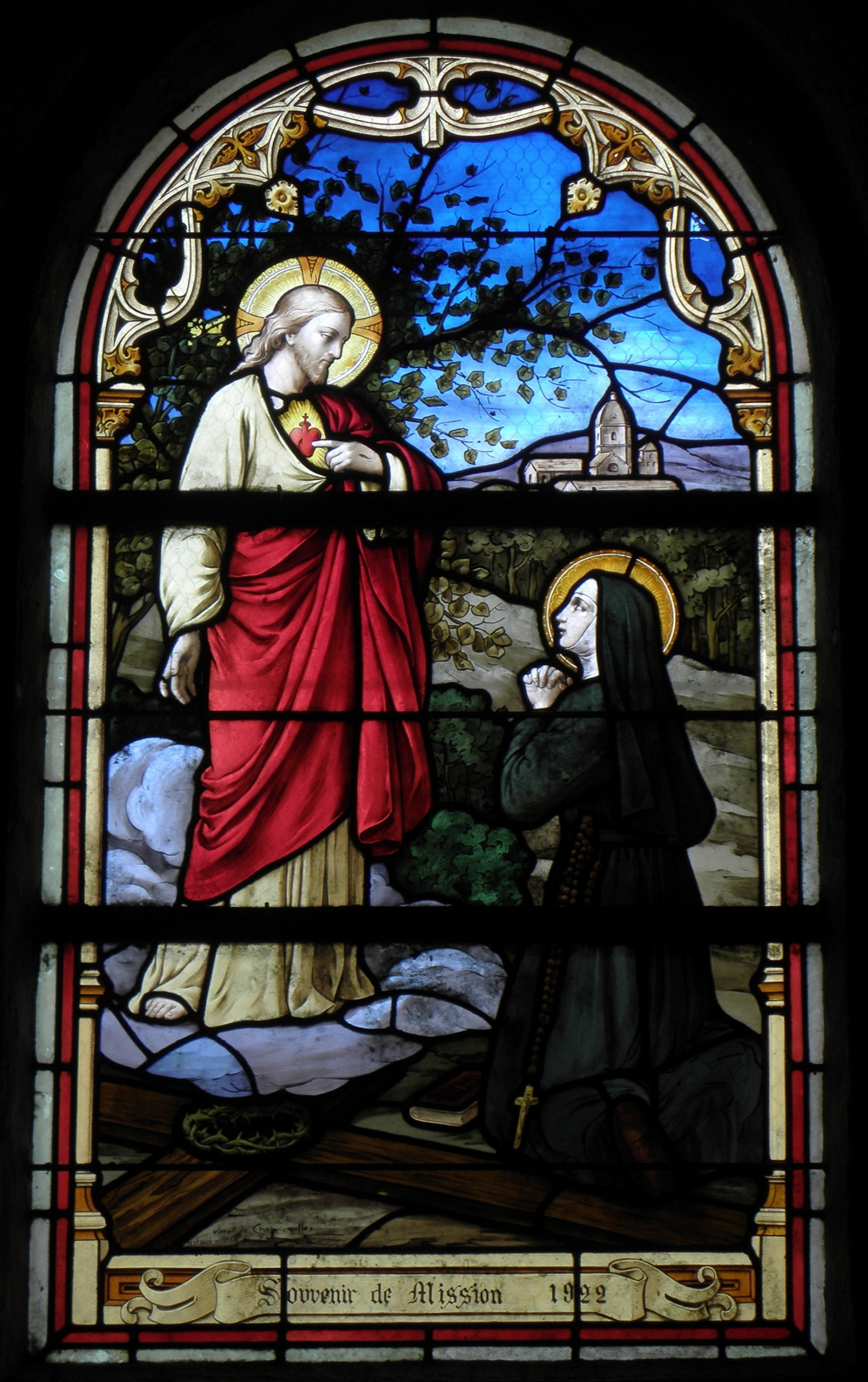
Витраж церкви Сен-Жильда
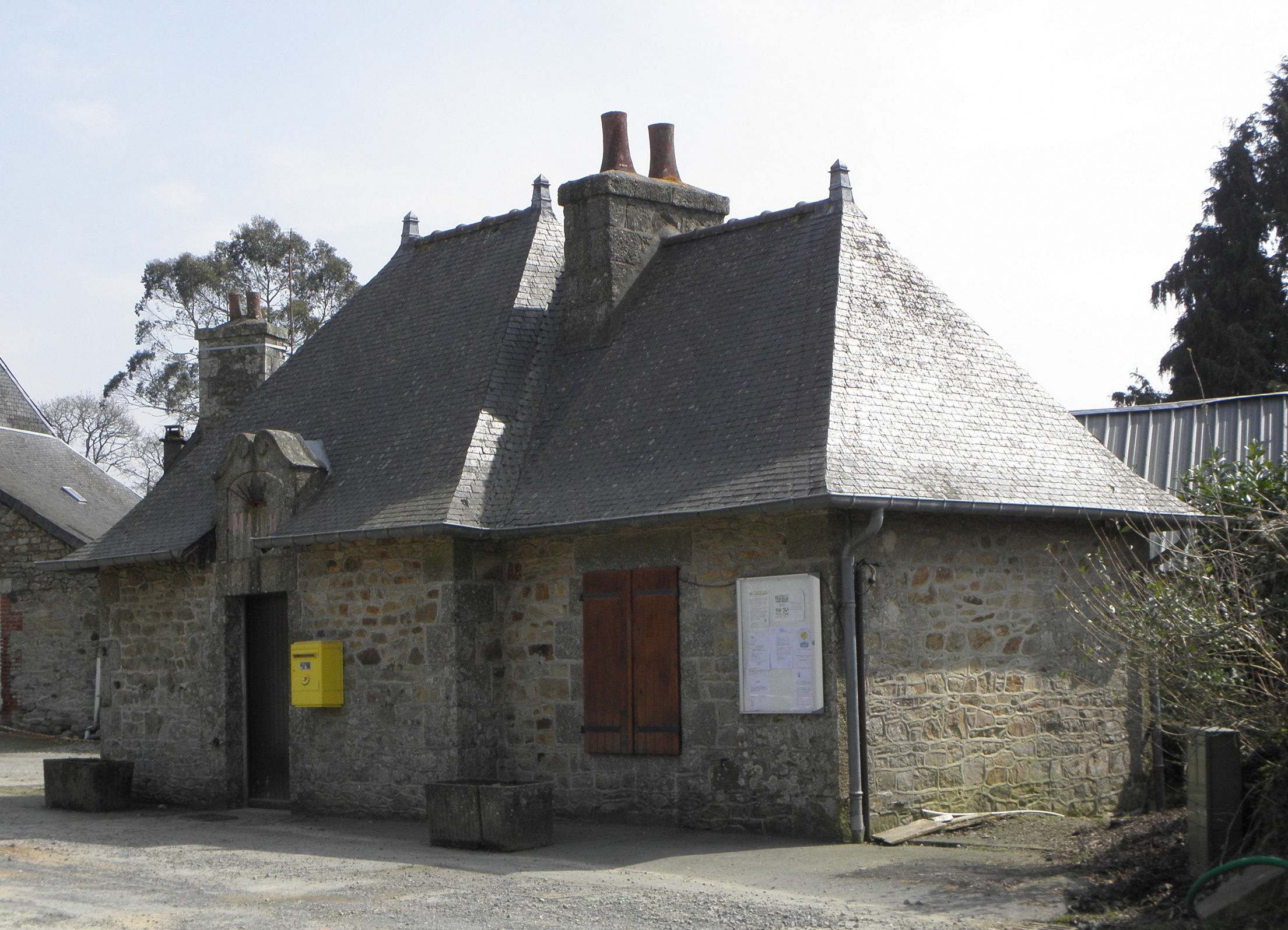
Мэрия
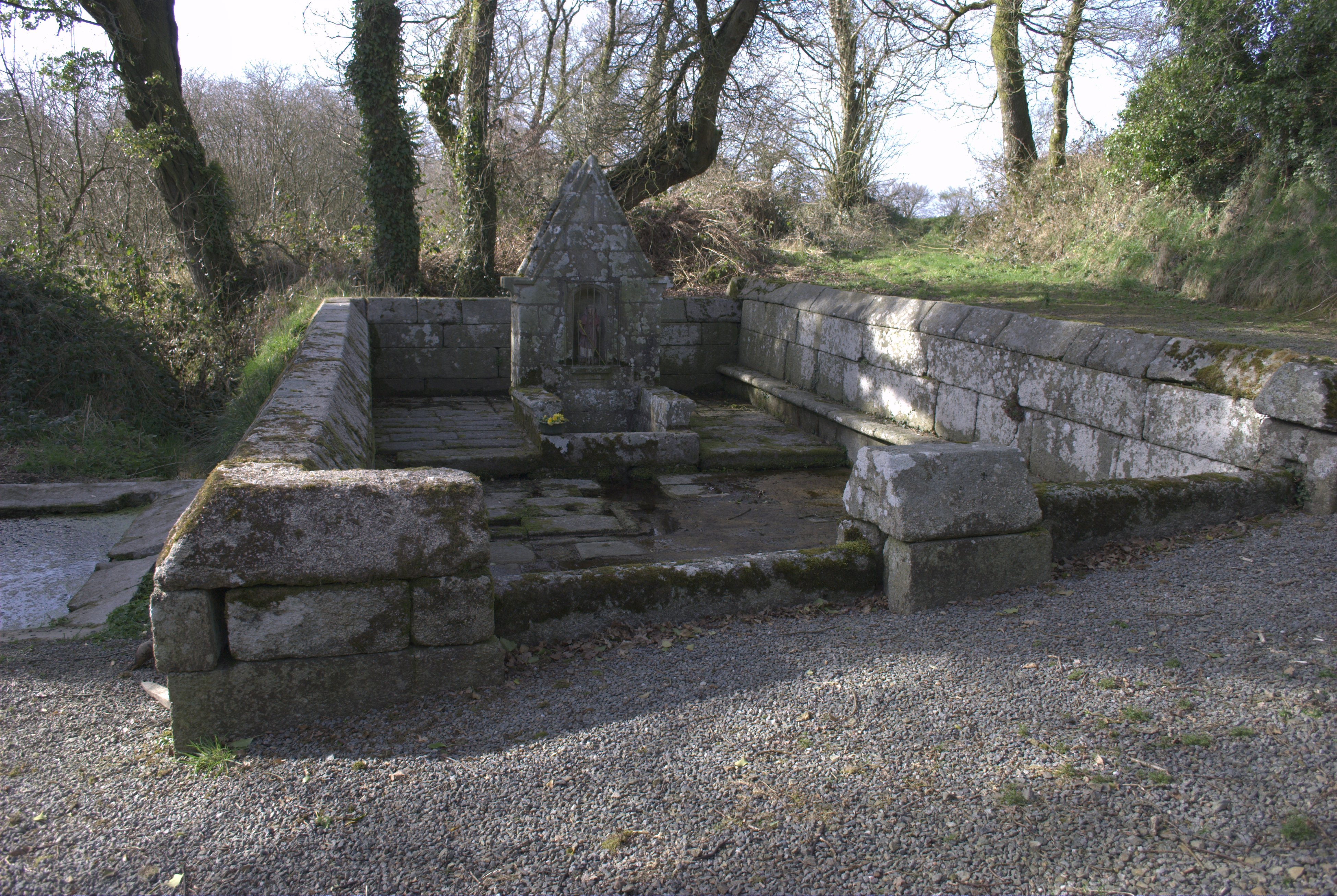
Фонтан Сен-Жильда